# تشارلز أبركرومبي سميث
تشارلز أبركرومبي سميث هو عالم وسياسي جنوب أفريقي، ولد في 12 مايو 1834 في St Cyrus ‏ في المملكة المتحدة، وتوفي في 1 مايو 1919 في Wynberg, Cape Town ‏ في جنوب أفريقيا.